# Championnat du monde de Rubik's cube 2005
Navigation
Édition précédente Édition suivante
Le championnat du monde de Rubik's Cube 2005, organisé par la WCA, s'est déroulé à Lake Buena Vista (États-Unis) du 5 au 6 octobre 2005.
Cette compétition aura accueilli 149 participants et 16 pays différents.

## Résultats
| Épreuves                   | Or               | Argent               | Bronze                     |
| -------------------------- | ---------------- | -------------------- | -------------------------- |
| Rubik's cube               | Jean Pons        | Édouard Chambon      | Shotaro Makisumi           |
| 2x2x2                      | Masayuki Akimoto | Joël van Noort       | Leyan Lo                   |
| 4x4x4                      | Yuki Hayashi     | Lars Vandenbergh     | Chris Hardwick             |
| 5x5x5                      | Frank Morris     | Lars Vandenbergh     | Ron van Bruchem            |
| 3x3x3 à l'aveugle          | Leyan Lo         | Tyson Mao            | Jean Pons                  |
| 3x3x3 résolution optimisée | Lars Petrus      | Per Kristen Fredlund | Alexander Ooms             |
| 3x3x3 à une main           | Ryan Patricio    | Shotaro Makisumi     | Chris Hardwick             |
| 3x3x3 avec les pieds       | Oliver Wolff     | Lee Jun-Kyo          | Chris Szlatenyi            |
| Megaminx                   | Stefan Pochmann  | Grant Tregay         | David Barr                 |
| Rubik's Clock              | Stefan Pochmann  | Alexander Ooms       | Ernesto Fernández Regueira |
| Square-1                   | Lars Vandenbergh | Richard Patterson    | Joël van Noort             |
| Rubik's Magic              | Alexander Ooms   | Stefan Pochmann      | Bob Burton                 |
| Master Magic               | Stefan Pochmann  | Bob Burton           | Alexander Ooms             |

## Tableau des médailles
| Rang  | Nation       | Or | Argent | Bronze | Total |
| ----- | ------------ | -- | ------ | ------ | ----- |
| 1     | Allemagne    | 4  | 1      | 0      | 5     |
| 2     | États-Unis   | 3  | 4      | 6      | 13    |
| 3     | Japon        | 2  | 1      | 1      | 4     |
| 4     | Pays-Bas     | 1  | 2      | 4      | 7     |
| 5     | Belgique     | 1  | 2      | 0      | 3     |
| 6     | France       | 1  | 1      | 1      | 3     |
| 7     | Suède        | 1  | 0      | 0      | 1     |
| 8     | Norvège      | 0  | 1      | 0      | 1     |
| 8     | Corée du Sud | 0  | 1      | 0      | 1     |
| 10    | Espagne      | 0  | 0      | 1      | 1     |
| Total | Total        | 13 | 13     | 13     | 39    |